# FK Velež Nevesinje
FK Velež je bosanskohercegovački nogometni klub iz Nevesinja.

## Nastupi u Nogometnom kupu BiH
2020./21.
- šesnaestina finala: FK Velež Nevesinje – FK Igman Konjic (II) 2:1
- osmina finala: FK Velež Nevesinje – FK Klis Buturović Polje (III) 0:2